# 気仙沼市立水梨小学校
気仙沼市立水梨小学校（けせんぬましりつ みずなししょうがっこう）は、かつて宮城県気仙沼市の郊外南西部にあった公立小学校。

## 主な活動
主な活動としては、学区内羽田地区の神楽の発表会、稲作学習、修学旅行、野外活動、同じ市内の月立小学校と合同の仙台への社会科見学があげられる。羽田神楽は毎年徳仙丈山で行われるつつじ祭りや発表会など、さまざまな行事で奉納される。稲作学習は地区の農家に指導してもらい、餅米を作り、収穫祭で昔ながらの杵と臼でつく。ついた餅はその日のうちにあんこやずんだ、カレーなどの具と絡められ、児童や地域の指導した人などに振る舞われる。修学旅行と野外活動は、小規模校のため5年生と6年生が合同で行う。社会科研修は4年生で行う。

## 沿革
- 1873年07月 - 本吉郡赤岩村に老松小学校水梨子支所として開校[1]。
- 1883年07月 - 松岩小学校水梨子支所に改称[1]。
- 1886年11月 - 水梨簡易小学校に改称[1]。
- 1887年04月 - 松岩尋常小学校水梨分教場に改称[1]。
- 1897年 - 松岩高等尋常小学校水梨子分教場に改称[1]。
- 1908年 - 松岩尋常高等小学校水梨子分教場に改称[1]。
- 1941年 - 松岩国民学校水梨子分教場に改称[1]。
- 1947年 - 松岩小学校水梨分教場に改称[1]。
- 1952年04月 - 松岩村立水梨小学校として独立。
- 1953年06月 - 気仙沼市立水梨小学校に改称。
- 1957年04月 - 校旗制定。
- 1963年02月 - 校歌制定。
- 2019年03月 - 松岩小学校に統合される形で閉校[2]。